# Wheeler-DeWitt-Gleichung
Die Wheeler-DeWitt-Gleichung ist eine Feldgleichung in der Theoretischen Physik und angewandten Mathematik, die John Archibald Wheeler und Bryce DeWitt zugeschrieben wird. Bei dieser Gleichung werden Ideen der Quantenmechanik und der allgemeinen Relativitätstheorie mathematisch so kombiniert, dass ein Ansatz für eine Quantentheorie der Gravitation gebildet wird. Bei diesem Ansatz wird die Zeit mathematisch anders verwendet wie in der nicht-relativistischen Quantenmechanik, was zu dem sogenannten „Problem der Zeit“ führt. Die Gleichung bildet genauer die Quantenversion der hamiltonschen Einschränkung unter Verwendung metrischer Variablen. Die Kommutatorbeziehungen führen mit den Diffeomorphismusbeschränkungen auf die Bergman-Komar-Gruppe.
Bryce DeWitt veröffentlichte diese Gleichung erstmals 1967 unter dem Namen „Einstein-Schrödinger-Gleichung“; sie wurde später in „Wheeler-DeWitt-Gleichung“ umbenannt.
Die Wheeler-deWitt-Gleichung kann auch für diskrete Gitter, wie sie im Regge-Kalkül verwendet werden, formuliert werden.

## Quantengravitation
Alle definierten und verstandenen Beschreibungen der String/M-Theorie befassen sich mit festen asymptotischen Bedingungen auf der Hintergrundraumzeit. In der Unendlichkeit ist die „richtige“ Wahl der Zeitkoordinate „t“ in jeder Beschreibung bestimmt, weil asymptotisch eine bestimmte Raumzeit existiert, sodass es eine bevorzugte Definition des Hamiltonians mit Eigenwerten ungleich Null gibt, um Zustände des Systems in der korrekten Zeitrichtung zu entwickeln. Dadurch wird vermieden, dass dynamisch eine Zeitdimension mit der Wheeler-DeWitt-Gleichung generiert werden muss. Die Wheeler-DeWitt-Gleichung wurde in der Stringtheorie deshalb bisher nicht verwendet.
Mit den Methoden von Wheeler und DeWitt kann auch eine Massendynamik beschrieben werden. Einige Experten glauben deshalb, dass diese Gleichung immer noch das Potenzial zum Verständnis einer Quantengravitation birgt. Jahrzehnte nach der Veröffentlichung der Gleichung haben jedoch völlig unterschiedliche Ansätze, wie die Stringtheorie, Physikern ebenso gute Ergebnisse über eine Quantengravitation generiert.

## Mathematischer Formalismus
Die Wheeler-DeWitt-Gleichung ist eine funktionale Differentialgleichung. Sie ist im allgemeinen Fall mathematisch nicht wohldefiniert, wird in der theoretischen Physik als Ansatz für eine Quantentheorie der Gravitation aber trotzdem oft verwendet. Sie ist eine funktionale Differentialgleichung auf dem Raum dreidimensionaler räumlicher Metriken. Die Wheeler-DeWitt-Gleichung hat die Form eines Operators, der auf eine Wellenfunktion wirkt; das Funktional reduziert sich in der Kosmologie auf eine Funktion. Ein Beispiel für eine solche Wellenfunktion ist der Hartle-Hawking-Zustand.
Im Gegensatz zum allgemeinen Fall ist die Wheeler-DeWitt-Gleichung in Minisuperräumen wie dem Konfigurationsraum kosmologischer Theorien wohldefiniert. 

## Motivation und Hintergrund
Um die Wheeler-deWitt-Gleichung zu formulieren, wird die Raumzeit in raumartige Untermannigfaltigkeiten geblättert. Die induzierte Drei-Metrik der dreidimensionalen Hyperfläche {\displaystyle \gamma _{ab}} ist dann durch
{\displaystyle g_{\mu \nu }\mathrm {d} x^{\mu }\mathrm {d} x^{\nu }=(-N^{2}+\beta _{a}\beta ^{a})\mathrm {d} t^{2}+2\beta _{a}\mathrm {d} x^{a}\mathrm {d} t+\gamma _{ab}\mathrm {d} x^{a}\mathrm {d} x^{b}}
gegeben. In dieser Gleichung laufen die lateinischen Indizes über die Werte 1, 2, 3 und die griechischen über die Werte 0, 1, 2, 3. Die Drei-Metrik {\displaystyle \gamma _{ab}} sei das Feld der zugehörigen Feldtheorie. Die konjugierten Impulse des Feldes werden mit {\displaystyle \pi ^{ab}} bezeichnet. Für die Hamiltondichte ergibt sich die Einschränkung
{\displaystyle {\mathcal {H}}={\frac {1}{2{\sqrt {\gamma }}}}G_{abcd}\pi ^{ab}\pi ^{cd}-{\sqrt {\gamma }}^{(3)}R=0}
mit {\displaystyle \gamma =\det(\gamma _{ab})}. {\displaystyle G_{abcd}=(\gamma _{ac}\gamma _{bd}+\gamma _{ad}\gamma _{bc}-\gamma _{ab}\gamma _{cd})} wird als Wheeler-DeWitt-Metrik bezeichnet. So eine Einschränkung ist charakteristisch für die meisten relativistischen Systeme.
Bei einer Quantisierung werden alle Feld- und Impulsvariablen zu Operatoren, die auf die Zustandsfunktion wirken. Diese Variablen werden deshalb mit einem "Hut" gekennzeichnet:
{\displaystyle {\hat {\mathcal {H}}}={\frac {1}{2{\sqrt {\gamma }}}}{\hat {G}}_{abcd}{\hat {\pi }}^{ab}{\widehat {\pi }}^{cd}-{\sqrt {\gamma }}^{(3)}{\hat {R}}}.
In der Ortsdarstellung lauten diese Operatoren
{\displaystyle {\hat {\gamma }}_{ab}(x^{\mu })\to \gamma _{ab}(x^{\mu })}
{\displaystyle {\hat {\pi }}^{ab}(x^{\mu })\to -\mathrm {i} {\frac {\delta }{\delta \gamma _{ab}(x^{\mu })}}}.
Diese Operatoren können auf eine allgemeine Wellenfunktion der Metrik {\displaystyle {\hat {\mathcal {H}}}\Psi [\gamma ]=0} angewendet werden. Es gilt dann:
{\displaystyle \Psi [\gamma ]=\alpha +\int \psi (x)\gamma (x)\mathrm {d} x^{3}+\iint \psi (x,y)\gamma (x)\gamma (y)dx^{3}dy^{3}+\dots },
wodurch sich eine Reihe von Bedingungen an die Koeffizienten {\displaystyle \psi (x,y,\dots )} ergeben. Die Amplituden für {\displaystyle N} Gravitonen eines bestimmten Ortes sind also mit den Amplituden für eine andere Menge von Gravitonen an anderen Orten verknüpft. Alternativ kann auch der Zwei-Feld-Formalismus genutzt und {\displaystyle \omega (g)} als unabhängiges Feld betrachtet werden. Die Wellenfunktion {\displaystyle \Psi [\gamma ,\omega ]} ist dann eine Funktion dieser zwei Felder.

### Hamiltonsche Einschränkung
Die Wheeler-DeWitt-Gleichung lautet
{\displaystyle {\hat {H}}(x)|\psi \rangle =0}
und wird auch als hamiltonsche Einschränkung  bezeichnet. {\displaystyle {\hat {H}}(x)} ist der Hamilton-Operators in der quantisierten Allgemeinen Relativitätstheorie in der oben vorgestellten Darstellung. {\displaystyle |\psi \rangle } steht für die Wellenfunktion des Universums. Im Gegensatz zu anderen Quantenfeldtheorien ist die genannte hamiltonsche Einschränkung eine Einschränkung erster Klasse. Darüber hinaus existiert auch eine unabhängige Einschränkung für jeden Punkt im Raum.
Die Symbole {\displaystyle {\hat {H}}} und {\displaystyle |\psi \rangle } unterscheiden sich in ihrer Interpretation in der Wheeler-DeWitt-Gleichung erheblich von der nicht-relativistischen Quantenmechanik. {\displaystyle |\psi \rangle } ist keine räumliche Wellenfunktion mehr im traditionellen Sinne einer komplexwertigen Funktion, die auf einer 3-dimensionalen raumartigen Oberfläche definiert und auf die Eins normiert wird. Stattdessen ist es eine Funktion der Feldkonfigurationen auf der gesamten Raumzeit. Diese Wellenfunktion enthält alle Informationen über die Geometrie und den Materieinhalt des Universums. {\displaystyle {\hat {H}}} ist ein Operator, der auf dem Hilbertraum aller Wellenfunktionen operiert. Dieser Hilbertraum unterscheidet sich vom Hilbertraum im nichtrelativistischen Fall. Der Hamilton-Operator bestimmt nicht mehr die zeitliche Entwicklung des Systems, so dass die Schrödinger-Gleichung {\displaystyle {\hat {H}}|\psi \rangle =i\hbar \partial /\partial t|\psi \rangle } nicht mehr gilt. Diese Eigenschaft wird als Zeitlosigkeit bezeichnet. Das Wiederauftauchen der Zeit erfordert die Werkzeuge der Dekohärenz und der Uhroperatoren oder die Verwendung eines Skalarfeldes.
Die hamiltonsche Einschränkung beschränkt den Raum der mathematisch möglichen Zustände des Universums auf physikalisch sinnvolle Zustände. Durch die Quantisierung werden physikalische Zustände durch Wellenfunktionen beschrieben, die im Kern des Hamilton-Operators liegen.
Die hamiltonsche Einschränkung gilt im Allgemeinen für jede Theorie mit allgemeiner Kovarianz und damit auch mit zeitskalierender Invarianz.

### Impuls-Einschränkung
Das Prinzip der allgemeinen Kovarianz der Allgemeinen Relativitätstheorie, kann so gedeutet werden, dass es keine eindeutige Zeitentwicklung des betrachteten Systems gibt. Die Zeit {\displaystyle t} ist vielmehr ein vergleichsweise frei wählbarer Parameter, der einer der Koordinatenachsen zugewiesen wird. Die Zeitentwicklung der Wellenfunktion und damit des physikalischen Systems kann innerhalb des verwendeten Formalismus über eine spezielle Eichtransformation {\displaystyle \psi \rightarrow e^{i\theta ({\vec {r}})}\psi } beschrieben werden. Die Zustände der Wellenfunktion folgen dann den Bahnen der genannten Eichtransformation.
Neben der hamiltonschen Einschränkung wird auch die Impulsbeschränkung
{\displaystyle {\vec {\mathcal {P}}}(x)\left|\psi \right\rangle =0}
benötigt, die sich aus der räumlichen Diffeomorphismusinvarianz ergibt. 
Bei Approximationen mit Minisuperräumen gilt nur die hamiltonsche Einschränkung.